# Rádio Sant'Ana
Sant'Ana FM ou Rádio Sant'Ana é uma estação de rádio brasileira sediada em Ponta Grossa no Paraná. Opera em 89.7 FM MHz e pertence a Diocese de Ponta Grossa. 
Opera em FM 89,7 MHz, os primeiros testes começaram por volta das 16 horas do dia 7 de outubro de 2017 porém, foi inaugurada oficialmente na nova frequência em 9 de outubro de 2017, acarretando em algumas mudanças na programação.
Desde 2016, dentro do contexto da migração AM-FM, a emissora começou a fazer parte da Rede Aparecida de Rádio (RAR), uma reorganização resultante do desmembramento da Rede Católica de Rádio (RCR) e unificação das diferentes redes (conforme o conteúdo e horário) da Rádio Aparecida.
A programação é voltada a evangelização, informação e o entretenimento, além disso, a estação faz cobertura especiais como a Procissão de Corpus Christi, Sexta-feira Santa/A Caminho do Carvalho, Celebração de Páscoa, as comemorações da Padroeira da cidade e a da festa de Nossa Senhora Aparecida.
A emissora, é umas das 83 rádios paranaenses que solicitaram a migração de AM para FM. Sendo um dos principais objetivos, uma qualidade de som melhor e sem ruídos, e ainda não precisar diminuir a potência do transmissor durante a noite e enviar dados RDS.
Pela moção de aplauso n.° 298/17, o vereador Ricardo Zampieri (SD) pela migração do AM-FM devido a maior qualidade de sinal e prestação de serviços na cidade.

## História

Logotipo utilizado a partir de 2011 quando a emissora completou 50 anos no ar, deixando de utilizar em outubro de 2017 quando migrou para a faixa FM.

Através da concessão concedida a emissora começou operar em 9 de agosto de 1961, com potência de 100 Watts na frequência de 1420 kHz, 211,20 metros, pelo prefixo ZYE-77. Em 19 de abril de 1965, com permissão da Contel passa a identificar como ZYE-96 em 900 kHz, havendo festividades e campanhas com jingles. Um novo transmissor da marca Continental-Lorenza foi instalado em 6 de dezembro de 1966, sendo um dos primeiros investimentos feitos pelo diretor da época e Dom Murilo Ramos Kruguer, bispo diocesano deste período. A partir do dia 24 de novembro de 1995 passou a operar com 3 kW, com um novo prefixo ZYZ-272. A Anatel aprovou a alteração da potência da rádio, de acordo com mudanças na PBOM, definitivamente em 23 de novembro de 2000 passa a enviar seu sinal com 5 kW. Os diretores passam a equipar com links aéreos, unidades móveis, informatização e sedes próprias. Segundo a Rádio Sant'Ana, com o aumento de potência, seu alcance passa atingir 20 municípios (aproximadamente 850 mil habitantes) de sua área de cobertura.
Provisoriamente, seus estúdios eram localizados no antigo Colégio São Luís, com seu primeiro operador técnico Osmar Dias de Oliveira, a data oficial de inauguração aonde passava a se transmitir pelo rádio foi no dia 28 de abril de 1962 (embora que por parte da Contel seja autorizado apenas em 10 de maio de 1963) com as bençãos de Dom Antonio Mazzarotto, pela qual era um desejo do mesmo, com comemorações no Clube Princesa dos Campos, com presença inclusive de Agnaldo Rayol, Duo Pianístico, Sexteto Paulistano de Violões e Conjunto Madrigal. Em meados da década de 1960 pelo estudo da Faculdade de Filosofia, Ciência e Letras (atual UEPG) demonstrou que a rádio tinha um total de 259 aparelhos, o maior entre todas as emissoras ponta-grossenses. Em março de 1966 passa a sediar na Praça Marechal Floriano Peixoto, ponto mais alto da cidade (980 m), ao lado da Catedral Sant'Ana, prosseguindo o costume de classificar-se como "o melhor som", complementando de "A rádio sucesso!" e posteriormente como "a rádio AM mais potente de Ponta Grossa".
Entre 1990 e 1995 a emissora volta pertencer a Diocese de Ponta Grossa (durante o bispado de Dom Murilo Sebastião Ramos Krieger) anteriormente sido vendida. Até 2016 com a frequência AM cobria 15 municípios ou 500 mil habitantes. Para a migração do AM para o FM foram planejados um gasto de meio milhão de reais, sendo a diferença de outorga 170 mil reais. Em 21 de abril de 2016 falece Iraci Travisani Rosa, o mesmo foi responsável pela implantação da então Rádio Emissora Sant'Ana Ltda (primeira razão social) em Ponta Grossa, PR. 
Em 2017 a emissora passou por várias mudanças. A Sant'Ana FM iniciou definitivamente sua programação em frequência modulada em 9 de outubro de 2017. Em 27 de novembro de 2017 desligou seus transmissores da AM 900. Por último, na primeira quinzena de dezembro de 2017 inaugurou seu novo estúdio.

### Primeiros programas
Nos anos iniciais teve como programas Na Tela Panorâmica (cinema), Você que faz o programa (atendimentos de pedidos por cartas), Postal de Melodias, Descobrindo Sucessos (um dos destaques na época), Grande Musical S-77 (no encerramento da programação), Nossa Discoteca às suas Ordens (pedidos por telefone), Super Sequência Sant'Ana (outro destaque entre os programas, aonde tinha o personagem "cérebro eletrônico" (Antonio Celso Moreira) que respondia perguntas sobre cinema, A Hora do Trabalhador, Palavras de Vida (sacerdote respondia aos ouvintes), Dialogo das 12, Romance da Eternidade (radionovela que fez sucesso), Terço em Família,  Duelo Musical (votação pela escolha de músicas), As melhores do Duelo Musical (reprise das músicas mais votadas), Retalhos de Serenatas, Rosa de Tangos  em termos de noticiários: Correspondente Sant'Ana (informativo de hora em hora), A Cidade em Foco (jornal diário), no esporte: Revista Amadorista  e Sua Excelência, o Esporte.

## Cobertura do sinal
Segundo o diretor Padre Joel Nalepa a Sant'Ana FM cobre 80% da diocese de Ponta Grossa equivalendo ao todo 17 municípios, incluindo um novo processador de áudio para amenizar ruídos. Possui um raio médio de 80 km, sendo uma das emissoras com maior alcance do interior do Paraná se desconsiderar as rádios interioranas com alcance similar a rádios curitibanas. Das emissoras que transmitem diretamente de Ponta Grossa, perde apenas para a Rádio T, sendo, portanto a segunda rádio em cobertura que envia o sinal diretamente do município. Contudo, em potência efetiva (ERP) fica na terceira colocação. Na onda média transmitia do Santa Maria, ao sul da cidade com a migração ao FM passou a transmitir do Jardim Esplanada, há cerca de 4 km em linha reta ao norte do Centro, e é o bairro não-central mais alto da cidade. Sendo 1042 m a nível do mar (torre + altitude do solo), apenas 5 metros abaixo da torre de FM mais alta dentro dos limites do município.

## Clube do Ouvinte
Surgiu em fevereiro de 2000, através desta iniciativa, auxiliam a manter no ar e a poder investir na estação, assim como zelar os sinais abertos de televisão em alta definição (HDTV, sigla em inglês) da Rede Vida (canal 19 UHF/14.1 virtual) e Canção Nova (canal 25 UHF/26.1 virtual) ambas na cidade princesina. Ainda há o projeto de retransmitir a TV Aparecida. De acordo com a rádio, através do Clube do Ouvinte e as doações recebidas, o "grupo de sócios" contribuem para a evangelização e melhorias. No ano de 2015, o projeto completa 15 anos, trazendo o show do Coral Asa Branca de Paranaguá. O projeto inclusive tem um programa na rádio que com a migração retornou de segunda à sexta, às 11 da manhã no dia 9 de outubro de 2017.

## Migração para o FM
Em 2016, como proposta de adquirir recursos financeiros para mudar de OM para FM lançou uma "ação evangelizadora", adquirindo bilhetes a um sorteio. A pessoa que a comprou concorre a prêmios. Contou com a Diocese de Ponta Grossa principal parceira e mantenedora que apoiou amplamente a iniciativa incentivando aos fiéis que participavam da procissão de Corpus Christi a colaborar com este projeto, sendo o gesto concreto referente a este ano, segundo os organizadores: "a mudança de faixa permitirá uma melhor recepção do sinal", haja vista que a qualidade sonora é superior em frequência modulada. Sendo que a Sant'Ana operaria em 89,7 mHz. A ideia era inaugurar em 12 de outubro de 2017 contando com mudanças na programação como algumas trocas de horário e com novos locutores na equipe completando os horários vagos, foi providenciado a torre e os equipamentos que seria aos fundos da Paróquia Nossa Senhora de Medianeira, no Jardim Esplanada, uma das regiões mais altas dentro da área urbana de Ponta Grossa, a torre possui 80 metros, sendo que a altitude é de 971 m. Além disso, foi proposto um novo estúdio de locução totalmente reformulado, utilizado algum tempo depois de operar em 89.7 mHz. A emissora opera com classe A2 de operação com entorno de 25 kW de potência ERP (depois pode ser estendido até 50 kW) o que confere alcance em todo os Campos Gerais do Paraná, com raio médio de som local entre 90 a 100 km. Foi concretizado em 7 de outubro de 2017 e inaugurando dois dias depois com as bençãos do bispo diocesano nos transmissores.

## Leituras adicionais
MIKAELLI, Aldo. História do Rádio AM de Ponta Grossa. Curitiba: Imprensa Oficial. 2006